# جون كوس
جون كوس (بالنرويجية البوكمول: John Koss)‏ (12 يونيو 1895 – 27 مارس 1925) هو ملاكم نرويجي راحل، مثّل بلاده في الألعاب الأولمبية الصيفية 1920.

## روابط خارجية
جون كوس على موقع أوليمبيديا (الإنجليزية)